# Ендрю Прайн
Ендрю Луїс Прайн (англ. Andrew louis Prine; 14 лютого 1936, Дженнінґс, Флорида — 31 жовтня 2022, Париж) — американський актор театру, кіно та телебачення.

## Життєпис
Ендрю Прайн народився 14 лютого 1936 року в місті Дженнінґс, штат Флорида. Закінчив середню школу Ендрю Джексона у Маямі. Навчався в Маямському університет, але покинув навчання та переїхав у Нью-Йорк, щоб почати акторську кар'єру. 
У 1956 році Ендрю Прайн дебютував на Бродвеї. 
З кінця 1950-х років він також працював на телебаченні, 1959 року дебютував у кіно.

## Особисте життя
У 1962 році Ендрю Прайн одружився з акторкою Шерон Фаррелл, але шлюб тривав лише кілька місяців. 1973 року він вдруге одружився, його обраницею стала американська акторка Бренда Скотт. Подружжя розлучилося через місяць, але наступного року знову одружилися. У 1986 році Ендрю Прайн одружився з акторкою Гізер Лав, з якою донині перебуває у шлюбі.

## Фільмографія
- 2015 — За межами найдальшої зірки / Beyond the Farthest Star — сенатор Джон Каттер
- 2011 — Повелителі Салема / The Lords of Salem — преподобний Джонатан Ґоторн
- 2010-2013 — Врятувати Ґрейс / Saving Grace — Еверет Маршалл
- 2005 — Долтрі Келгун / Daltry Calhoun — шериф Кабот
- 2005 — CSI: Місце злочину / CSI: Crime Scene Investigation — Роджер Стокс
- 2005 — Скляний мурашник / Glass Trap — шериф Ед
- 2004 — Клієнт завжди мертвий / Six Feet Under — Ед Кіммель
- 1999 — Хлопчик з рентгенівськими очима / The Boy with the X-Ray Eyes — Малкольм Бейкер
- 1999 — Люди-тіні / The Shadow Men — людина в чорному
- 1994-1998 — Чудернацька наука / Weird Science — Вейн Доннеллі
- 1997 — Вокер, техаський рейнджер / Walker, Texas Ranger — Тім Кінґстон
- 1996 — Район Мелроуз / Melrose Place — Такер
- 1995 — Зоряний шлях: Глибокий космос 9 / Star Trek: Deep Space Nine — легат Таррел
- 1994 — Одружені... та з дітьми / Married… with Children — батько
- 1983 — V / V — Стівен

## Премії та номінації
| Рік  | Нагорода        | Номінація                                                 | Результат |
| ---- | --------------- | --------------------------------------------------------- | --------- |
| 2001 | Золотий черевик | За значний вклад у жанр вестерну в кіно та на телебаченні | Перемога  |